# Sic vos non vobis

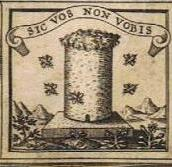
Emblema de Diego de Colmenares disponiendo la leyenda Sic vos non vobis, alrededor de un panal de abejas.

Sic vos non vobis es un verso y expresión latina atribuida a Virgilio.

## Historia
El origen es el siguiente, en época de Augusto, llovió copiosamente la noche anterior a la celebración de unos importantes juegos en el circo. La mañana siguiente amaneció despejada y pudieron celebrarse los juegos contra todo pronóstico. La mañana siguiente apareció un dístico elegíaco escrito en el muro del palacio imperial:
Nocte pluit tota, redeunt spectacula mane: divisum imperium cum love Caesar habet.
Y en castellano:
Llueve durante toda la noche; por la mañana se reanudan los espectáculos: César tiene su imperio compartido con Júpiter.
Augusto quiso conocer quién era el autor de los versos. El poeta y cómico Batilo se presentó como autor. Al día siguiente aparecieron los siguientes versos escritos en el muro, a continuación de los anteriores:
Hos ego versiculos feci, tulit alter honores: 
sic vos non vobis
sic vos non vobis 
sic vos non vobis

sic vos non vobis.
Augusto pidió a Batilo que completara los versos, pero finalmente fue Virgilio quien lo hizo. De esta forma quedó demostrado quien era el autor de los versos. 
El primero de los versos significaba: Estos versos los hice yo; otro se llevó los honores.
La historiografía de la filología ha tomado distintas posiciones sobre la autenticidad de la historia recogida en el manuscrito sobre la vida de Virgilio, Donatus auctus, obra de Aelius Donatus.
Una representación de un panal de abejas con el verso fue el emblema de Diego de Colmenares, autor de una obra sobre historia de Segovia en el siglo XVII. La divisa fue utilizada por el cuerpo de archiveros y bibliotecarios de España como símbolo de su labor.

## Descripción
El texto original latino es el siguiente:
Hos ego versiculos feci, tulit alter honores:
sic vos non vobis
sic vos non vobis
sic vos non vobis
sic vos non vobis 
El texto completado, que contaba con cuatro pentámetros seguidos, fue el siguiente:
Hos ego versiculos feci, tulit alter honores:
sic vos non vobis mellificatis, apes;
sic vos non vobis fertis aratra, boyes;
sic vos non vobis nidificatis, aves;
sic vos non vobis vellera fertis, oves.
Traducido al español, sería el siguiente texto:
Estos versos los hice yo; otro se llevó los honores.
Así vosotras, no para vosotras, hacéis la miel, abejas;
así vosotros, no para vosotros, lleváis los arados, bueyes;
así vosotras, no para vosotras, hacéis los nidos, aves;
así vosotras, no para vosotras, lleváis los vellones, ovejas.